# Hun (Teenage Mutant Ninja Turtles)
Hun is een van de hoofdschurken uit de tweede animatieserie van de Teenage Mutant Ninja Turtles. Zijn stem wordt gedaan door Greg Carey.

## Biografie
Huns criminele carrière begon al op jonge leeftijd. In zijn tienerjaren was hij al een prominent lid van de Purple Dragons straatbende. Hij was verantwoordelijk voor het platbranden van de winkel van Arnold Casey Jones (Caseys vader), en Arnolds uiteindelijke dood. Gedurende deze tijd realiseerde the Shredder dat Hun hem goed van nut kon zijn, en nam hem onder zijn hoede. Hij maakte hem uiteindelijk tot zijn rechterhand.
Hun was aanwezig bij Shredders aanval op Hamato Yoshi. Toen Splinter zijn meester wilde verdedigen, bezorgde hij Hun een litteken op zijn wang.
Aan het begin van de serie was Hun de tweede bevelhebber over de New Yorkse tak van de Foot Clan, en leider van de Purple Dragons. Gedurende de City at War verhaallijn verliet Hun de Foot en nam volledige controle over de Purple Dragons. Hij wilde, net als veel andere misdaadbazen, gebruikmaken van Shredders afwezigheid om de macht te grijpen in de New Yorkse onderwereld. Toen hij ontdekte dat Shredder nog leefde, keerde hij terug naar de Foot. In seizoen 4, nadat Shredder was verbannen, verliet hij de Foot opnieuw. Hij veranderde de Purple Dragons van een straatbende in een machtige organisatie die zich kon meten met de Foot Clan.
Hun is een dodelijke vechter. Hij is bijzonder groot en gespierd, maar behoorlijk lenig voor iemand van zijn omvang. Hij beschikt over een groot aantal wapens, maar gebruikt het liefst zijn vuisten. Al meer dan eens heeft hij een val overleefd van een hoogte die voor een ander mens dodelijk zou zijn. Hij is ook behoorlijk slim, wat bewezen wordt door zijn leiderschap over de Purple Dragons. Hoe sterk hij precies is, verschilt echter per aflevering. Soms kan hij makkelijk alle vier de Turtles aan, en soms wordt hij al door een van hen verslagen.
Hoewel hij loyaal is aan Shredder is Hun duidelijk minder loyaal aan de rest van de Foot. Hij kan vooral niet overweg met Karai, Shredders geadopteerde dochter. Toen ze naar New York kwam, maakte Hun er ook geen geheim van dat hij haar het liefste uit de weg zou ruimen.
In seizoen 3 vormden Hun en Dr. Baxter Stockman een bondgenootschap omdat ze beide Shredder dienden, maar nu gezien werden als vervangbare mislukkelingen door hun vele nederlagen. In tegenstelling tot Stockman werd Hun echter veel minder fysiek gestraft voor zijn nederlagen. Dit is mogelijk omdat Hun Shredder vooral fysiek van nut was, terwijl Stockman enkel mentaal Shredder diende.
In de aflevering "Same as it Never Was" reisde Donatello naar een post-apocalyptische toekomst waar Shredder over de wereld heerste. In deze realiteit was Hun duidelijk ouder en zwakker, en zat in een rolstoel. De tank met Stockmans brein en oog was bevestigd aan zijn lichaam als onderdeel van een van Shredders straffen. De twee hadden zich hier aangesloten bij het verzet tegen de Shredder.
Naast zijn optredens in de televisieserie is Hun vaak een eindbaas in de computerspellen gebaseerd op de tweede animatieserie.